# Frederikssund
Frederikssund è un centro abitato della Danimarca situato nella regione di Hovedstaden. È capoluogo del comune omonimo del quale è sede amministrativa.
Il centro abitato di Frederikssund è situato sul fiordo di Roskilde nella parte settentrionale dell'isola di Selandia.

La lunga via centrale è interamente pedonale con molti esercizi commerciali e supermercati.